# شورای تحقیقات ویژه اسمیث
یک شورای تحقیقات ویژه در حال اقدام است که توسط مریک گارلند ، دادستان کل ایالات متحده در ۱۸ نوامبر ۲۰۲۲، برای ادامه دو تحقیق که توسط وزارت دادگستری (دی او جی) در مورد رئیس‌جمهور سابق ایالات متحده دونالد ترامپ آغازشده‌بود، تشکیل گردیده‌است. گارلند جک اسمیت، دادستان قدیمی فدرال را به رهبری تحقیقات مستقل منصوب کرد. اسمیت وظیفه بررسی نقش ترامپ در حمله ۶ ژانویه به ساختمان کنگره آمریکا و سوء استفاده ترامپ از سوابق دولتی از جمله اطلاعات طبقه‌بندی‌شده را بر عهده دارد.
اسمیت به سرعت برای پیشبرد تحقیقات خود اقدام کرد و تیمی متشکل از حداقل بیست نفر از دادستان‌های وزارت دادگستری را گرد هم آورد و در عرض چند روز شاهدان را برای شهادت هیئت منصفه فراخواند، احضاریه‌هایی را برای مقامات انتخاباتی در چندین ایالت صادر کرد و از یک قاضی فدرال خواست تا ترامپ را به دلیل امتناع از این کار به علت توهین به دادگاه احضار کند.
در ۸ ژوئن ۲۰۲۳، هیئت منصفه بزرگ در میامی، فلوریدا، ترامپ را به ۳۷ فقره جرم متهم کرد، از جمله اتهامات مربوط به نگهداری عمدی موارد مرتبط با امنیت ملی، ممانعت از اجرای عدالت و توطئه، مرتبط با معدوم کردن یا نگه داشتن اطلاعات مربوط به دوران ریاست جمهوری پس از پایان دوره است. سی و یک مورد از این موارد تحت اقدام جاسوسی قرار داشت.

## نقطه شروع
با توجه به اذعانات گارلند، وزارت دادگستری تحقیقات گوناگونی را در خصوص رویدادهای هفته های پایانی ریاست جمهوری ترامپ شروع کرد. نخستین پژوهش هایی که به شکل عمومی مشهور گردید، درخصوص اشخاص و رویدادهای مربوط به هجوم ۶ ژانویه به ساختمان کنگره بود. در روز های نخستین سال ۲۰۲۲، اکثر مردم نیز از تحقیقات در خصوص طرح انتخاب کنندگان دروغین ترامپ آگاه شدند. بعدها در ماه سپتامبر ۲۰۲۲، احضاریه هایی با تمرکز بر گردآوری کمک های مالی درست پیش از هجوم به ساختمان کنگره صادر شد. بعد از آن در ماه اوت ۲۰۲۲، خانه ترامپ در مار-آ-لاگو از جانب ماموران اف بی آی مورد بازرسی واقع شد و در آن زمان افکار عمومی از پژوهش های دیگری در خصوص مسئولیت ترامپ با اسناد دولتی آگاه شدند. بعدها اسمیت برای انجام تحقیقات در این زمینه منصوب شد.